# Evandro Gama do Nascimento
Evandro Gama do Nascimento (Rio de Janeiro, 9 de dezembro de 1970) é um ex-futebolista brasileiro que atuava como atacante.

## Biografia
Conhecido como Evandro Chaveirinho fez sucesso na Portuguesa, ficando no clube entre 1998 e 2002, mas jogou também por GAMA (1989-1991) campeão candango 1990, Goiás (1993-1996), Flamengo (1997), Brasiliense (2002-2003), Ituano (2003), Sport Recife (2004), Vila Nova (2004), América de Natal (2005), Fortaleza (2006), São Bento de Sorocaba (2006), Legião (2006) e Brasília, seu último clube.

## Títulos
Gama
- Campeonato Candango: 1990

Goias
- Campeonato Goiano: 1994 e 1996

Flamengo
- Copa Rede Bandeirantes: 1997
- Torneio Cidade de Brasília: 1997
- Taça 147 Anos de Juiz de Fora: 1997
- Copa dos Campeões Mundiais:  1997

Brasiliense
- Campeonato Brasileiro de Futebol - Série C: 2002

Ituano
- Campeonato Brasileiro de Futebol - Série C: 2003

Legião-DF
- Campeonato Brasiliense 3° Divisão: 2006

## Prêmios individuais
- Artilheiro do Campeonato Candango de 1990 (8 gols)[2]